# Ken Thorne
Ken Thorne (East Dereham, 26 de janeiro de 1924 — Los Angeles, 9 de julho de 2014) é um compositor britânico. Venceu o Oscar de melhor trilha sonora na edição de 1967 por A Funny Thing Happened on the Way to the Forum.